# アンディ・ヴィケット
アンディ・ヴィケット (Andy Wickett)、ないし、フェイン (Fane) という芸名で知られるアンドリュー・ヴィケット（Andrew Wickett、1961年3月16日 - ）は、バーミンガム生まれのシンガーソングライター、音楽家。1979年当時、デュラン・デュランのボーカルだったことで最もよく知られているが、1980年にはデュラン・デュランを脱退していた。このほか、1986年にはTVアイ (TV Eye)、1988年にはワールド・サーヴィス (World Service) というグループを結成した。

## デュラン・デュラン
1978年、ヴィケットは、ニック・ローズらによって結成されたデュラン・デュランに、半年ほど遅れて、2代目のボーカルとして参加した。1979年9月、レコード・デビュー前だったデュラン・デュランは、ヴィケットのボーカルで4曲のデモ音源を作成したが、その中には、「グラビアの美少女」も含まれていた。この音源は、後に2016年に、CD化された。
しかし、ヴィケットは、程なくしてデュラン・デュランを脱退し、デュラン・デュランはサイモン・ル・ボンをボーカルに迎えて、レコード・デビューすることとなった。

## ワールド・サーヴィス
ヴィケットは、1988年に新たなバンドとしてワールド・サーヴィスを結成し、イギリスのバンドとしては初めてとされる、北アフリカ、サハラ地域のツアーを敢行し、1990年代には、デュラン・デュランのツアーにも、サポート・バンドとして参加した。